# Anne Hyde

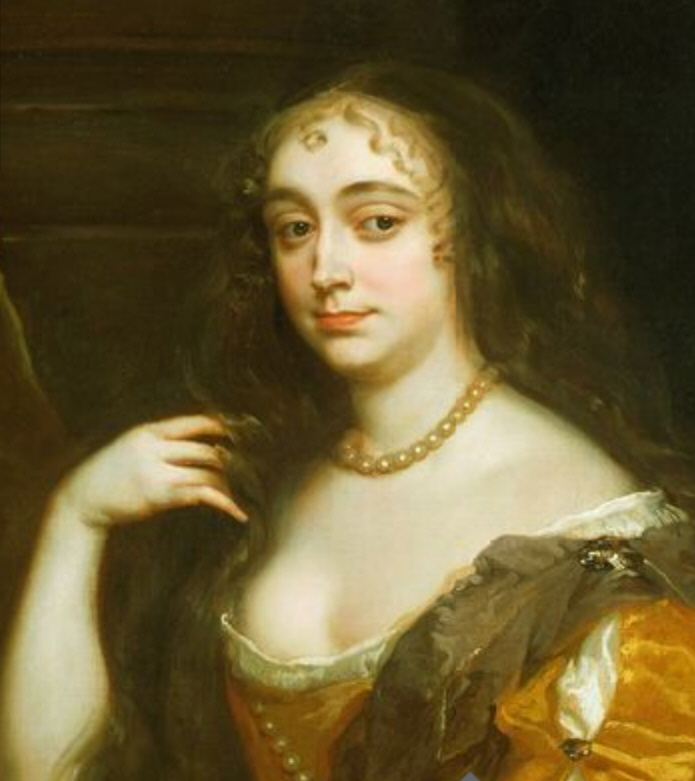
Anne, Duchess of York (um 1662), Gemälde Peter Lely

Anne Stuart, Duchess of York (geborene Hyde, * 12. März 1637 in Cranbourne Lodge, Windsor, Berkshire; † 31. März 1671 im St James’s Palace in London) war eine englische Adlige und die erste Gattin von James Stuart, 1. Duke of York, der vierzehn Jahre nach ihrem Tod als Jakob II. König von England und als Jakob VII. König von Schottland wurde.

## Leben
Anne (Nan) Hyde war die älteste Tochter von Edward Hyde (1608–1674) und seiner zweiten Frau Frances Aylesbury (1617–1667), Tochter von Sir Thomas Aylesbury, 1. Baronet. Während ihr Vater während des Englischen Bürgerkriegs am Hof Karls I. von England blieb, floh ihre Mutter mit Anne und ihren Söhnen im Mai 1649 nach Antwerpen. Es ist möglich, dass Frances, die zweite Tochter, in England zurückblieb. Im Herbst 1653 zog sie nach Breda in den spanischen Niederlanden, wo Maria Henrietta Stuart dem nun auch aus England geflohenen Edward Hyde kostenlose Unterkunft gewährt hatte. Henslowe beschreibt Anne Hyde als intelligent, belesen und fromm, leider ohne Angaben von Quellen. Sie sprach jedenfalls fließend Französisch und verfasste Preisgedichte auf Maria Stuart. Anne wurde 1655 Hofdame von Maria Henrietta Stuart, gegen den Widerstand von deren Mutter Henrietta Maria von Frankreich, um Kate Killigrew zu ersetzen, die an Pocken gestorben war. Ihr Vater versuchte die Ernennung zu verhindern, doch vergebens. Anne Hyde wurde so auch mit Elisabeth Stuart, der Ex-Königin von Böhmen bekannt. Sir Spencer Compton (1629–1659, Sohn von Spencer Compton, 2. Earl of Northampton), James Levingston, 1. Viscount of Newburgh und Henry Jermyn, 1. Baron Jermyn zählten zu ihren Verehrern.

### Ehe
1658 nahm Maria Stuart Anne Hyde auf eine Reise nach Paris mit, wo sie in Peronne den englischen Prinzen James Stuart, 1. Duke of York, kennenlernte und vielleicht eine Affaire begann. James versprach ihr die Ehe. Samuel Pepys beschreibt sie als wenig ansprechend („a plain woman and like her mother“); aber James war später für seine hässlichen Mätressen berüchtigt, sein Bruder Karl scherzte, sie würden von seinem Beichtvater als Buße ausgewählt. John Revesby hingegen beschreibt sie als eine sehr hübsche Frau, die sehr viel Witz hatte („a very handsome woman, [and] had a great deale of witt“). Hyde scheint sich in Paris mit Windpocken angesteckt zu haben, was ihr eine Immunität gegen Pocken verlieh, eine Krankheit, an der zu dieser Zeit viele Menschen starben. Ab 1659 lebten James und seine Brüder in Brüssel und besuchten Maria häufig. Entweder im August oder November 1659 schloss James einen Ehevertrag mit Anne Hyde. Angeblich heirateten sie heimlich am 24. November 1659 in Breda, schlossen aber jedenfalls einen Vertrag über eine künftige Heirat. Anne wurde schwanger. Nach einem Brief von Elisabeth Stuart an ihre Tochter Sophie von der Pfalz versuchte Anne erfolglos, das Kind abzutreiben. Daher glaubte Elisabeth auch nicht an die angebliche Heirat James kehrte im Mai 1660 mit seinem zum König berufenen älteren Bruder Karl nach England zurück. Edward Hyde war 1658 zum Lordkanzler ernannt worden und mit seiner Familie ebenfalls nach London übergesiedelt. Als Anne James von ihrer Schwangerschaft berichtet, bat dieser den König um die Erlaubnis, sie zu heiraten. Ihr Vater hatte angeblich nicht bemerkt, dass seine Tochter in anderen Umständen war, sondern wurde erst von dem König über die Affaire aufgeklärt. Er schlug Karl vor, seine Tochter in den Tower of London zu werfen und hinzurichten. Nach Vorhaltungen seiner Mutter und seiner Schwester Maria nahm James jedoch von der Ehe wieder Abstand. Er musste aber auf Druck von Annes Vater und seinem königlichen Bruders sein Versprechen einlösen. Was Karl, der selbst mehrere uneheliche Kinder hatte, dazu brachte, seinen Bruder zur Ehe mit einer Bürgerlichen zu zwingen, bleibt rätselhaft. James’ Hofkaplan Joseph Crowther traute die hochschwangeren Anne heimlich in der Nacht am 3. September 1660 in London, nur im Beisein von James Butler, 5. Earl of Ossory, und Annes Dienerin Ellen Stroud. Am 22. Oktober kam Anne mit ihrem Sohn Karl nieder. Während der Wehen befragt, nannte sie James als Vater, erst jetzt gab dieser nach langem Zögern die Ehe offiziell zu. Hyde ließ Ossory, Stroud und den bei der Geburt anwesenden Doktor vor Gericht schwören, dass Anne James bereits im November 1659 geheiratet hätte, das Kind also ehelich sei. Wie die Richter dies beurteilen konnten, war Pepys jedoch ein Rätsel. Charles Berkeley, 1. Earl of Falmouth verbreitete, dass er und Henry Jermyn ein Verhältnis mit ihr gehabt hätten.
Karl II. ging jedoch nicht auf die Intrigen ein. Er lehnte er Vorschläge ab, die Ehe durch einen Parlamentsbeschluss aufzuheben und erklärte, niemals zuzulassen, dass sich das Parlament in die Erbfolge einmischte. James war der Thronfolger des damals noch unverheirateten Königs, und nach dem Tod seines jüngeren Bruders Henry Stuart, Duke of Gloucester, am 8. September 1660, also kurz nach der Trauung an Pocken stand das Kind von Anne Hyde an dritter Stelle der Thronfolge, falls es ehelich geboren war. Karls ältester Sohn, Jakob war dagegen ein Bastard. Das Schmollen und die Wutanfälle seiner Mutter konnten Karl nicht bewegen, und Kardinal Mazarin befahl ihr kategorisch, die Ehe mit der größtmöglichen Fassung anzuerkennen. Im Dezember traten James und Anne öffentlich als Eheleute auf, und am 1. Januar 1661 speiste die Königinmutter mit ihrer Familie und gab ihnen allen, einschließlich Anne, ihren Segen. Die Heirat des Thronfolgers mit einer Bürgerlichen und die Umstände erregte jedoch allgemein Aufsehen. Karl wurde wenig später zum Duke of Cambridge ernannt, starb aber im Alter von sieben Monaten.

### Weiteres Leben

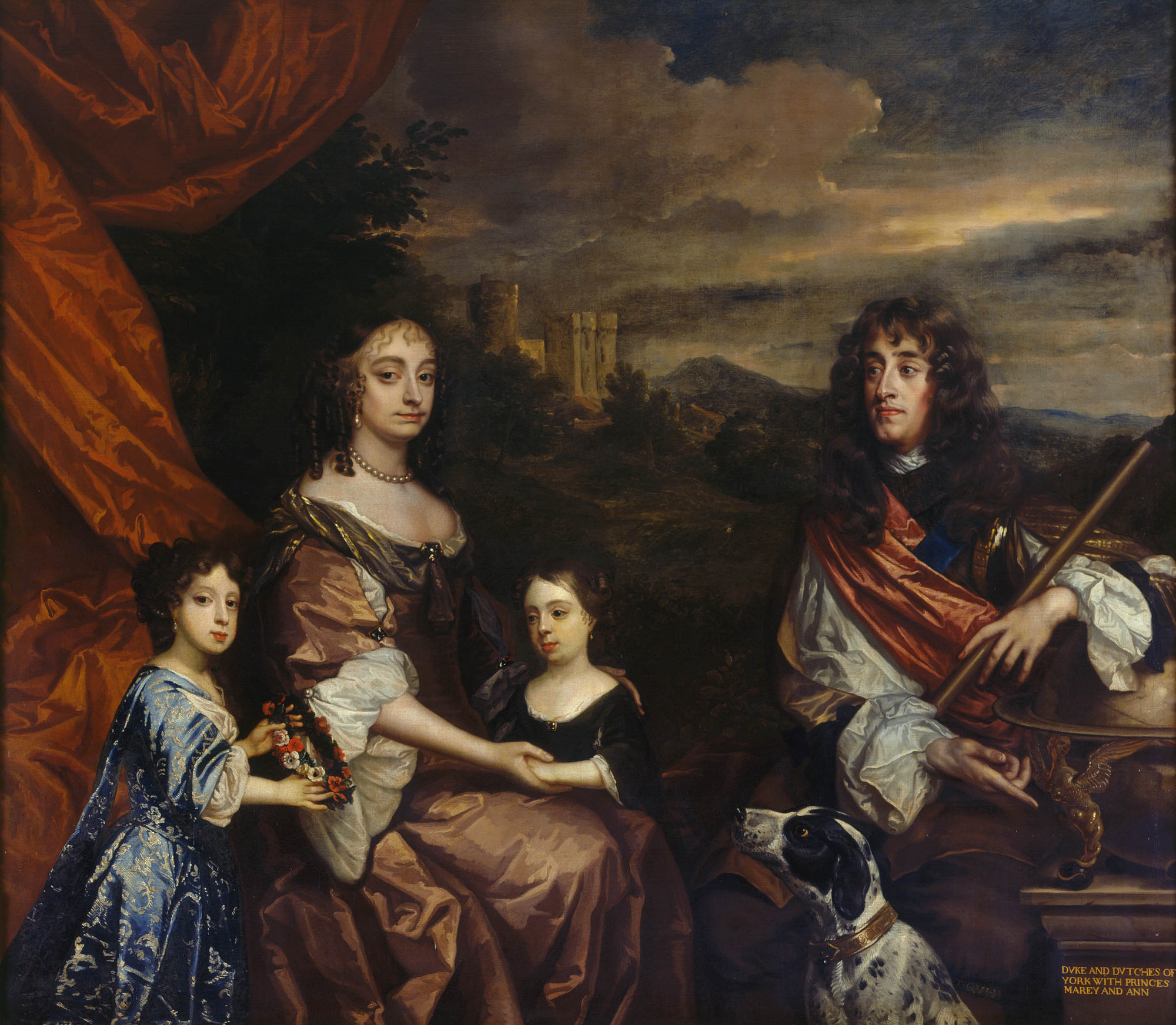
Der Duke und die Duchess of York mit ihren Töchtern, Ölgemälde von Peter Lely

Als Gattin des Duke of York führte Anne Stuart fortan den Höflichkeitstitel Duchess of York. Sie nahm ihre neue Position sehr ernst, so war es ihren Eltern nun untersagt, in ihrer Gegenwart zu sitzen oder sie als ihre Tochter anzureden. Ihr Vater wurde 1660 als Baron Hyde geadelt und 1661 zum Earl of Clarendon erhoben. James ließ Räume im St. James Palast für sie ausstatten und einen Balkon erbauen, von dem aus man Sicht auf den neuen Kanal im St. James’s Park hatte.
Als intelligente und zielstrebige Frau nahm Hyde am politischen Geschehen teil. Französische Botschafter hielten sie für einflussreich und ihre Unterstützung für den Verkauf von Dünkirchen an die Franzosen wurde mit einem großzügigen Geschenk belohnt. Da sich ihr Gatte und ihr Vater in der Politik im Allgemeinen einig waren, musste sie sich selten zwischen ihnen entscheiden, aber als James sich über die Ablehnung des Kriegs mit den Holländern durch den Lordkanzler beklagte, stellte sich Anne auf die Seite ihres Mannes. Ihr Vater arrangierte die Ehe des Königs mit Katharina von Braganza und es wurde gemunkelt, dass er wusste, dass diese unfruchtbar war und dass so seine Enkeltöchter auf den Thron kommen würden. Er floh 1667 nach Frankreich, nachdem er sich dem Parlament widersetzt hatte, was auch James’ Position gefährdete.
James schätzte seine Gattin, in seinen Tagebüchern kritisiert Samuel Pepys, dass das Paar sich im Theater öffentlich liebkoste. Da sie eine schöne Handschrift besaß, transkribierte sie James’ Memoiren. James zeigte jedoch bald, dass er seine Aufmerksamkeit niemals auf eine Frau beschränken konnte. Pepys bemerkte, dass Anne ihren Gatten am Nasenring führe, aber nicht seinen Hosenlatz. Er hatte eine Reihe von Geliebten, die Anne eifersüchtig machten. Mit Annes Hofdame Arabella Churchill hatte James zwei Kinder. Es ist unklar, wann sich James mit Syphilis anstreckte. Es wurde diskutiert, ob diese Geschlechtskrankheit der Grund dafür war, dass die meisten von Annes Kindern früh starben, Callow hält dies jedoch für unwahrscheinlich.
Anne flirtete mit Henry Sidney, Earl von Romney, den Karl II. darauf vom Hof verbannte. Sie suchte in späteren Jahren in üppigem Speisegenuss Trost und wurde deshalb, wie ihr Vater und später ihre Tochter Anne, ziemlich fett. Außerdem liebte sie das Glückspiel und verlor angeblich 2500 £ in einer Nacht am Kartentisch. Sie kontrollierte ihren Gatten und auch die häuslichen Finanzen, machte jedoch jährlich hohe Schulden, auch durch den Ankauf von Juwelen. Erfolglos versuchte sie daraufhin ihren Vater zu überreden, James’ Apanage zu erhöhen. Karl amüsierte sich öffentlich darüber, dass sein Bruder unter der Pantoffel seiner Frau stand.
Anne konvertierte 1670 heimlich zum Katholizismus. Auch ein langer Brief ihres Vaters konnte sie nicht von diesem politisch unklugen Entschluss abbringen. Es wird vermutet, dass sie auch hinter James’ Konversion stand, die diesen letztlich den Thron kostete. Die Gründe für den Übertritt werden in einem angeblichen Brief beschrieben, der um 1686 als Flugblatt kursierte. 1671 starb Anne im Alter von 34 Jahren kurz nach der Geburt einer weiteren Tochter nach langer Krankheit, vermutlich an Brustkrebs. Dixon deutet an, dass sie ermordet wurde, nennt aber weder Beleg noch Täter. Es ist unklar, ob Anne die katholischen Sterbesakramente empfing. Sie fand in der Gruft Maria Stuarts in der Kapelle Heinrichs VII. in Westminster ihre letzte Ruhestätte. Ihr letzter überlebender Sohn, Edgar Stuart, starb kurz nach ihr.

## Nachkommen
Anne hatte mit James Stuart, 1. Duke of York, acht Kinder, von denen nur die beiden älteren Töchter das Erwachsenenalter erreichten:
- Charles Stuart, 1. Duke of Cambridge (* 22. Oktober 1660; † 5. Mai 1661);
- Maria II., Königin von England (* 1662; † 1694) ⚭ König Wilhelm III.;
- James Stuart, 1. Duke of Cambridge (* 12. Juli 1663; † 20. Juni 1667);
- Anne, Königin von Großbritannien (* 1665; † 1714) ⚭ Prinz Georg von Dänemark und Norwegen;
- Charles Stuart, 1. Duke of Kendal (* 4. Juli 1666; † 22. Mai 1667);
- Edgar Stuart, 1. Duke of Cambridge (* 14. September 1667; † 8. Juni 1671);
- Lady Henrietta Stuart (* 13. Januar 1669; † 15. November 1669);
- Lady Catherine Stuart (* 9. Februar 1671; † 5. Dezember 1671).